# História de Kiribati
As Ilhas Gilbert, como eram antigamente conhecido Kiribati, eram habitadas há pelo menos 4000 ou 5000 anos por alguns habitantes da Ásia que falava uma das línguas oceânicas, antes de terem qualquer contacto com europeus, mais provavelmente os espanhóis, no século XVI. As ilhas foram "batizadas" em 1820 por um almirante da Estónia, Adam Johann von Krusenstern e pelo seu capitão francês, Louis Duperrey, em homenagem ao capitão britânico, Thomas Gilbert, que tinha "descoberto" o arquipélago em 1788.
Pescadores de baleias e mercadores de escravos começaram a visitar as ilhas em grande número no século XIX e a confusão resultante fomentou vários conflitos e a introdução de doenças. Num esforço para restaurar a ordem, em 1892, as ilhas tornaram-se um protetorado britânico, juntamente com as ilhas Ellice, e passaram a ser uma colónia em 1916. Nos anos que seguiram, os britânicos incorporaram as ilhas da Linha e as ilhas Fénix à colónia, à qual deram estatuto autónomo em 1971. Em 1978, as ilhas Ellice tornaram-se o estado independente de Tuvalu e a independência de Kiribati seguiu-se a 12 de Julho de 1979. Com a independência, os Estados Unidos desistiram de suas reivindicações sobre as ilhas Fênix e quase todas as ilhas da Linha.
Kiribati é um arquipélago formado por 33 ilhas de coral e vários atóis e era cortado pela Linha Internacional de Data. Quando em Bairiki (oeste do país) era manhã de domingo, no leste do país era manhã de sábado. Esta situação alterou-se em 1995, pelo realinhamento da Linha Internacional de Data, fazendo com que Kiribati seja o país mais oriental do Mundo. Assim, a ilha Caroline, que foi o primeiro território do Mundo a entrar no terceiro milénio, foi renomeada para Ilha do Milénio.